# God of War (gra komputerowa 2018)
God of War – przygodowa gra akcji przedstawiona z perspektywy trzeciej osoby, wyprodukowana przez studio SIE Santa Monica Studio. Gra została wydana przez Sony Interactive Entertainment. Jej premiera odbyła się 20 kwietnia 2018 roku na konsoli PlayStation 4. Jest to kolejna część serii God of War.
Na początku kwietnia 2018 roku twórcy potwierdzili, że kolejna gra z serii także będzie bazować na mitologii nordyckiej.

## Fabuła
Głównym bohaterem gry jest Kratos, który po wydarzeniach z poprzednich części serii, udaje się z Grecji na północ Europy. Tam poznaje żonę i zakłada rodzinę. Po śmierci ukochanej zostaje samotnym ojcem i opiekuje się synem – Atreusem. Bohater stara się powstrzymać nordyckie bóstwa, które próbują go zgładzić.

## Rozgrywka
God of War to przygodowa gra akcji z  otwartym światem przedstawiona z perspektywy trzeciej osoby, w której gracz steruje Kratosem. W porównaniu do poprzednich części serii zmienionych zostało kilka elementów mechaniki gry. W tej części kamera jest umiejscowiona bliżej głowy i pleców Kratosa – podobnie jak w serii Uncharted. Kratos zamiast ostrzy przymocowanych do łańcuchów teraz posługuje się toporem, który po rzuceniu wraca do bohatera. Broń można ulepszać przy pomocy magicznych run. Poziomy gry oferują więcej swobody eksploracji i znajduje się w nich wielu różnych przeciwników (w tym bossów) i znajdziek. W grze zrezygnowano z sekwencji quick time event. Ponadto nad głowami bossów wyświetlane są dwa paski – pierwszy informuje o liczbie punktów życia przeciwnika, a drugi o stopniu oszołomienia wroga. Kratosowi w walce pomaga jego syn Atreus, któremu gracz może wydawać polecenia. Zarówno Kratos, jak i jego potomek, zdobywają doświadczenie oraz umiejętności w trakcie gry.

## Produkcja
Podczas wydarzenia PlayStation Experience w grudniu 2014 roku Cory Barlog, czyli dyrektor kreatywny studia SIE Santa Monica Studio potwierdził, że w produkcji znajduje się nowa gra z serii God of War. Oficjalna zapowiedź gry odbyła się na Electronic Entertainment Expo (2016). Twórcy zaprezentowali też wtedy pierwszy zwiastun gry. Prace nad grą zakończono w drugiej połowie marca 2018 roku.
God of War działa w rozdzielczości 1080p przy 30 kl./s na PlayStation 4 oraz może działać w dwóch trybach na PlayStation 4 Pro – w trybie rozdzielczości (4K i 30 kl./s) oraz w trybie wydajności (1080p 30-60 kl./s).
Według redakcji serwisu Eurogamer gra korzysta z renderingu bazującego na fizyce, światła wolumetrycznego oraz z efektów cząsteczkowych generowanych przez kartę graficzną. Zastosowano także różnego rodzaju techniki post-processingu, np. motion blur.
W rolę głównego bohatera - Kratosa wcielił się Christopher Judge, zaś w rolę towarzyszącego mu chłopca - Sunny Suljic.

## Odbiór
Gra spotkała się z bardzo pozytywnymi reakcjami krytyków, uzyskując w agregatorze Metacritic średnią z ocen wynoszącą 94/100 punktów. Taki wynik zagwarantował grze trzecią pozycję w rankingu najlepszych gier na PlayStation 4 w serwisie Metacritic tuż za Grand Theft Auto V i The Last of Us: Remastered oraz drugą pozycję wśród gier ekskluzywnych na tę konsolę. Krystian Smoszna z serwisu Gry-Online stwierdził, że jest to najlepsza gra z serii. Chwalił grę za fabułę, bohaterów, system walki, różnorodność przeciwników i satysfakcjonujące walki z bossami, muzykę, klimat w grze, liczne i interesujące zagadki środowiskowe oraz mnogość czynności do zrobienia w grze. Dodał także, że w grze można sporo dowiedzieć się na temat mitologii nordyckiej; docenił polski dubbing, który przyrównał do tego z serii Uncharted oraz pochwalił twórców za brak ekranów ładowania gry. Jako wady wymienił system rozwoju postaci oraz drobne problemy ze stabilnością gry.
W trzy dni zostało sprzedanych 3,1 miliona egzemplarzy gry God of War. Jest to najlepszy wynik spośród wszystkich gier na wyłączność na konsolę PlayStation 4. W pierwszym miesiącu po premierze sprzedano 5 milionów sztuk produkcji.
Według danych grupy analitycznej NDP, w kwietniu 2018 roku gra była najlepiej sprzedającą się produkcją w Stanach Zjednoczonych.